# Christoph Bernhard Verspoell

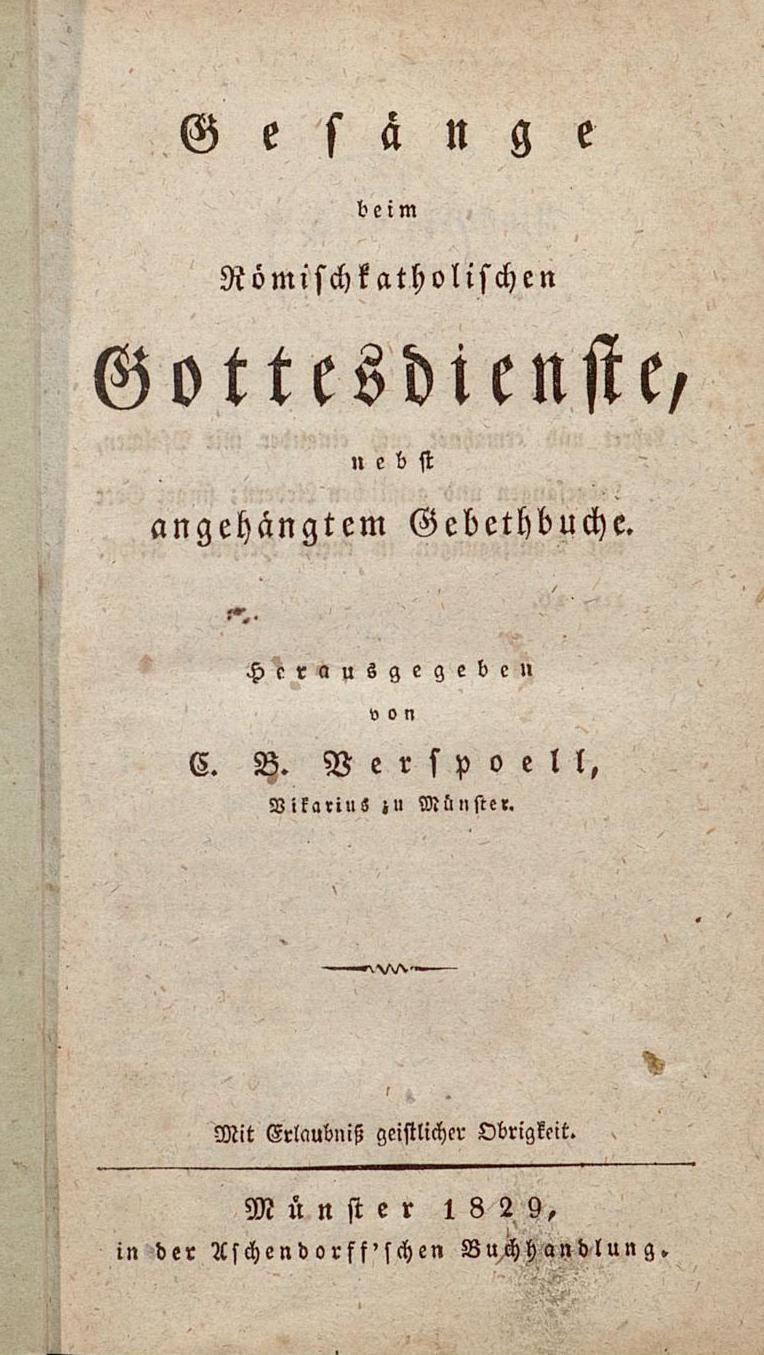
Titelblatt des Verspoellschen Gesangbuchs, Auflage von 1829

Christoph Bernhard Verspoell (* 15. Mai 1743 in Münster; † 5. Januar 1818 ebenda) war ein römisch-katholischer Priester, Publizist und Kirchenlieddichter.

## Leben und Wirken
Verspoell war ein Sohn von Joan Bernard Verspoell, Bäcker zu Münster, und seiner Frau Anna Catharina Becker und wurde am 18. Mai 1743 in der Pfarrkirche Liebfrauen-Überwasser getauft. Er wuchs mit zwei älteren Schwestern auf, zwei weitere Geschwister waren bereits früh verstorben. Nach dem Tod der Mutter im Jahre 1761 heiratete der Vater im folgenden Jahr erneut.
Verspoell verbrachte sein gesamtes Leben in Münster. Nach Schule und Priesterseminar wurde er 1776 Vikar an St. Lamberti und am Magdalenenhospital; seit dem 20. Januar 1779 war er Inhaber der Vikarie St. Crucis an St. Ludgeri. Diese Stellen behielt er bis zu seinem Tod.
Erziehung und Seelsorge waren seine zentralen Anliegen. Ihnen dienten seine pastoralen Veröffentlichungen, die er großteils gemeinsam mit dem Pfarrer von St. Lamberti verfasste. Fastandacht zum Gekreuzigten, Fastenandacht im Dom zu Münster, Kommunionandacht der Kinder, Andacht für die Armen Seelen bei den Kapuzinern und Rosenkranzbruderschaft-Büchlein sind einige der Titel.
Alle diese Bücher erschienen vor 1803, dem Jahr des Reichsdeputationshauptschlusses, durch den auch das Hochstift Münster säkularisiert wurde und das gesamte kirchliche Leben auf ein neues Fundament gestellt werden musste.
Verspoells Kirchenliedschaffen scheint demgegenüber in die folgenden anderthalb Jahrzehnte seines Lebens zu fallen. Es umfasst sowohl Textdichtungen wie auch Melodie- und Orgelsatzkompositionen. 1810 erschienen seine Gesänge beim römisch-katholischen Gottesdienste, nebst angehängtem Gebetbuche (Texte), die Melodien zu den Gesängen beim römisch-katholischen Gottesdienst und die Orgelbegleitung zu den Gesängen beim römisch-katholischen Gottesdienste.
| Titel                                                                                        | Gotteslob (1975) | Gotteslob (2013) |
| -------------------------------------------------------------------------------------------- | --- | --- |
| Menschen, die ihr wart verloren (Text und Melodie)                                           | 843 (AC), 878 (B), 805 (DD-MEI/EF/GR/MD), 821 (E), 801 (FD), 845 (HH), 843 (K), 908 (MS), 850 (OS), 834 (PB), 809 (TR), 950 (WÜ) | 245 |
| Öffnet euch, ihr Tore (Text)                                                                 | 825 (FR/R-S), 883 (HH), 839 (LM), 874 (OS), 870 (SP), 835 (TR) | 810 (FR/R-S), 783 (HH/HI/OS), 786 (LM), 822 (MZ), 800 (SP), 786 (TR) |
| Wahrer Gott, wir glauben dir (Text und Melodie)                                              | 870 (AC), 822 (B), 884 (BA), 891 (Bozen-Brixen), 824 (DD-MEI/EF/GR/MD), 840 (E), 827 (FD), 879 (HH), 865 (K), 832 (LM), 930 (MS), 851 (MZ), 873 (OS), 854 und 855 (PB), 868 (SP), 856 (TR), 860 (WÜ)                                                                                 | 762 (AC), 767 (B/DD-MEI/EF/GR/MD), 795 (BA), 746 (E), 782 (FD), 774 (HH/HI/OS), 770 (K), 780 (LM), 780 (MS), 818 (MZ), 760 und 761 (PB), 793 (SP), 805 (TR), 779 (WÜ) |
| Heiliger Geist komm sende von Himmel (Text nach der Pfingstsequenz)                          | 856 (MZ) | 825 (MZ) |
| Heilger Josef, hör uns flehen (Text)                                                         | 913 (HH), 961 (K), 892 (OS), 876 (TR) | 909 (HH/HI/OS), 865 (K), 877 (TR) |
| Menschen, dient aus frohem Triebe                                                            | | |
| Fest soll mein Taufbund immer stehn (Text)                                                   | 970 (AC), 872 (B), 910 (BA), 855 (DD-MEI/EF/GR/MD), 852 (E), 872 (EI), 852 (Eigenteil Österreich), 897 (FD), 976 (Graz), 046 (Gurk), 925 (HH), 964 (K), 951 (LM), 848 (M), 955,4 (MS), 867 (MZ), 902 (OS), 860 (PA), 902 (PB), 833 (R), 025 (Salzburg), 974 (SP), 881 (TR), 913 (WÜ) | 831 (AC), 835 (B/DD-MEI/EF/GR/MD, var.), 870 (BA), 935 (Bozen-Brixen), 779 (E), 838 (EI), 924 und 925 (Eigenteil Österreich), 837 (FD), 868,1 (FR/R-S, var.), 875 (HH/HI/OS, var.), 834 (K), 862 (LM), 808 (M), 847,4 (MS), 888,1 (MZ), 870 (PA), 801,1 (PB), 866 (R), 847 (SP), 845 (TR), 846 (WÜ) |
| Du, Gottmensch, bist mit Fleisch und Blut (Originalstrophen 2–4 von Fest soll mein Taufbund) | 851 (B), 833 (DD-MEI/EF/GR/MD), 882 (OS), 943 (R) | 840 (B/DD-MEI/EF/GR/MD), 879 (HH/HI/OS), 812 (R) |

Verspoell zugeschrieben oder von ihm bearbeitet sind ferner folgende Lieder:
| Titel                                                            | Gotteslob (1975) | Gotteslob (2013) |
| ---------------------------------------------------------------- | --- | --- |
| Heiligste Nacht (Text und Melodie nach einer Salzburger Vorlage) | 847 (AC), 806 (B), 848 (BA), 803 (DD-MEI/EF/GR/MD), 827 (E), 922 (FD), 843 (HH), 815 (HI), 838 (K), 977 (LM), 906 (MS), 811 (MZ), 848 (OS), 835 (PB), 805 (TR), 008 (Wien) | 753 (AC), 739 (B/DD-MEI/EF/GR/MD), 769 (BA), 729 (E), 752 (FD), 734 (HH/HI/OS), 734 (K), 758 (MS), 770 (MZ), 728 (PB), 754 (TR)              |
| O selige Nacht (Text)                                            | 908 (DD-MEI/EF), 825 (E), 825 (EI), 924 (GR), 846 (HH), 814 (HI), 841 (K), 903 (MD), 907 (MS), 851 (OS), 836 (PA), 832 (PB), 847 (SP)                                      | 733 (B/DD-MEI/EF/GR/MD), 733 (E), 748 (EI), 758 (FR/R-S), 737 (HH/HI/OS), 735 (K), 755 (M), 760 (MS), 771 (MZ), 775 (PA), 735 (PB), 767 (SP) |

Besonders das Lied Fest soll mein Taufbund immer stehn, heute textlich vielfach überarbeitet, spiegelt die kirchliche Neuorientierung nach dem Ende der alten Reichskirche.
Das Lied O komm, o komm, Emmanuel (GL 1975 902 (MS) 829 (Köln), GL 2013 754,3 (MS)) wird ihm zugeschrieben, findet sich aber nicht in seinem Gesangbuch. Auch Mein Volk, mein Volk, was tat ich dir (GL 1975 825 (MS Erg. 1996), GL 2013 775 (MS)) ist darin nicht enthalten, vielmehr eine völlig andere Nachdichtung des Popule meus: Mein Volk! was, was ist meine Schuld? Wann hab ich dich gekränket? Auch deren Melodie ist eine völlig andere.
Bei Verspoell enthalten ist die Melodie von Danket dem Herrn, denn er ist gut. Ewig währet sein Erbarmen (GL 1975 833 (FR/RO), 923 (HA 1996), 904 (SP), GL 2013 804 (AU), 814 (HA), 811 (SP), 827 (TR)), dessen Text sich in Gesangbüchern von Heinrich Bone findet. Bei Verspoell lautet das Incipit: Lobet den Herrn, denn er ist gut! Gnädig, gnädig, gab er euch den Segen.
Der Zeitungsnachruf von 1818 bescheinigte Verspoell „den Ruf eines frommen Christen, eines würdigen Geistlichen, vor allem aber den eines unermüdeten Kinderfreundes“.